# Freddie Mercury
Freddie Mercury (nacido como Farrokh Bulsara; Stone Town, Ciudad de Zanzíbar, 5 de septiembre de 1946-Kensington, Inglaterra, 24 de noviembre de 1991) fue un cantante y compositor británico, conocido mundialmente por haber sido el vocalista principal , tecladista y pianista de la banda de rock Queen. Considerado como uno de los mejores cantantes en la historia del rock, sobresalió por su extravagante personalidad en el escenario y su rango vocal de cuatro octavas. Mercury desafió las convenciones habituales de los líderes rockeros con su estilo teatral, influyendo en la dirección artística de Queen.
Nacido en 1946 en Zanzíbar como hijo de padres indio parsis, desde los ocho años asistió a internados británicos en la India y regresó a Zanzíbar después de terminar su educación secundaria. En 1964, su familia huyó de la Revolución de Zanzíbar y se mudó a Middlesex, Inglaterra. Habiendo estudiado y escrito música previamente, formó Queen en 1970 con el guitarrista Brian May y el baterista Roger Taylor. Mercury escribió varios de los éxitos de Queen, entre ellos «Killer Queen», «Bohemian Rhapsody», «Somebody to Love», «We Are the Champions», «Don't Stop Me Now», y «Crazy Little Thing Called Love». Sus carismáticas presentaciones musicales lo distinguían por interactuar con su público, tal y como se vio en el concierto Live Aid de 1985. También persiguió una carrera como solista y fue productor y músico invitado de otros artistas.
En 1987, fue diagnosticado con sida. Continuó grabando con Queen y participó póstumamente en su último álbum, Made in Heaven (1995). En 1991, un día después de anunciar públicamente su diagnóstico, murió por complicaciones de dicha enfermedad a los 45 años de edad. En 1992, se celebró un concierto en su honor en el estadio Wembley, en beneficio a la concienciación sobre el sida.
En 1990, él y los demás miembros de Queen recibieron el Premio Brit por Contribución Destacada a la Música Británica. Un año después de su muerte, Mercury recibió el mismo premio individualmente. Como miembro de Queen, en 2001 fue inducido póstumamente en el Salón de la Fama del Rock and Roll, en 2003 en el Salón de la Fama de los Compositores, y en 2004 en el Salón de la Fama Musical del Reino Unido. En 2005, Queen recibió un Premio Ivor Novello por Colección de Canciones Destacada de la Academia Británica de Compositores y Autores. En 2002, por votación, fue colocado en el puesto número 58 en la encuesta de la BBC sobre los 100 británicos más grandes.
En 2006, la revista Time Asia lo nombró como uno de los héroes asiáticos más influyentes de los últimos sesenta años. En 2005, en una encuesta organizada por Blender y MTV2, fue nombrado el mejor cantante masculino de todos los tiempos. En 2008, la revista estadounidense Rolling Stone lo colocó en el puesto 18 en su lista de los cien mejores cantantes de todos los tiempos. Mientras que Classic Rock, al año siguiente, lo consideró el mejor cantante de rock de la historia. Por su parte, AllMusic definió a Mercury como «uno de los líderes más carismáticos y dinámicos en la historia del rock».

## Biografía y carrera

### Primeros años

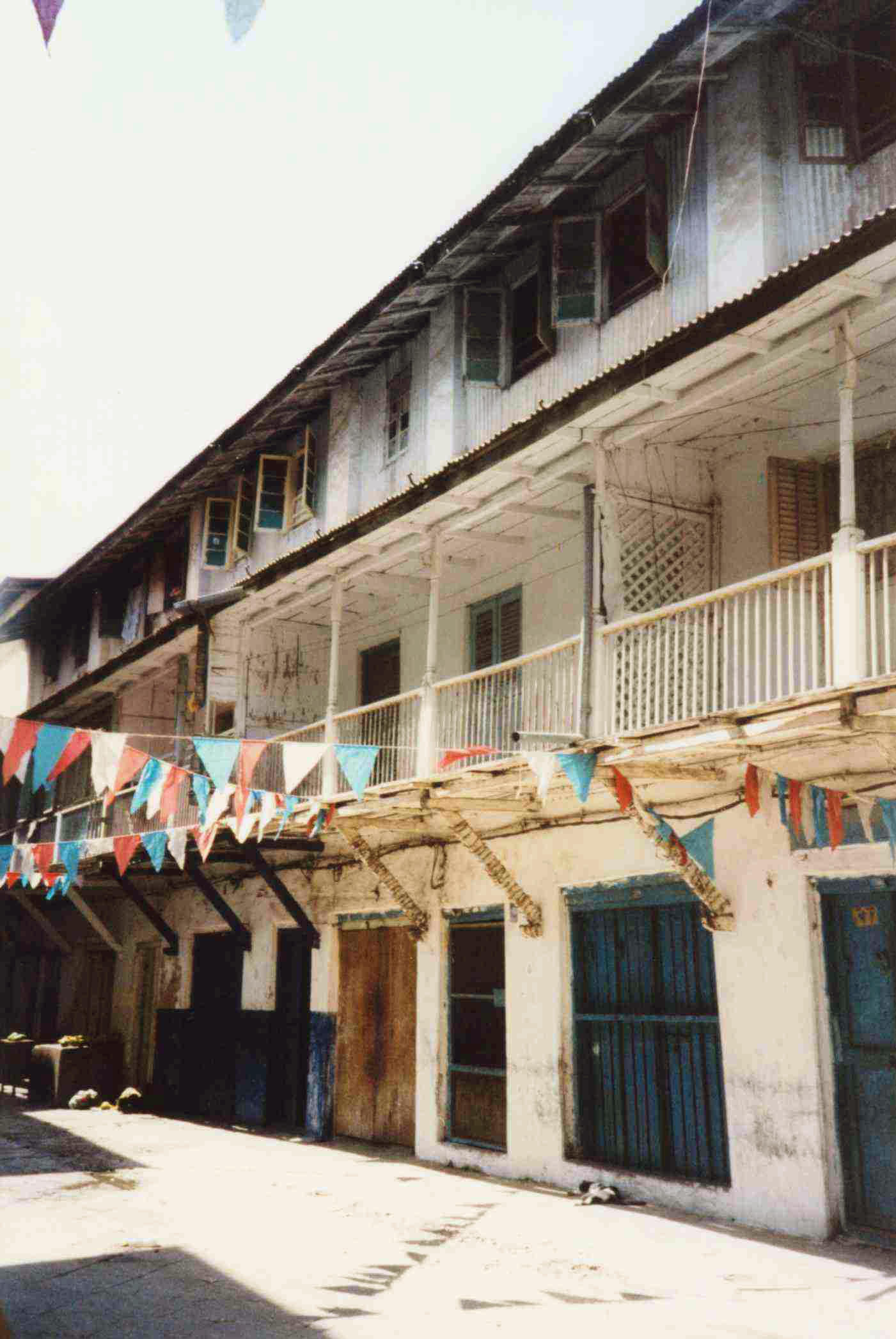
Casa donde vivió desde su nacimiento en la isla de Zanzíbar, fotografiada en 1999.

Freddie Mercury nació en el Shangani Govt. Hospital, de la isla de Zanzíbar, entonces un protectorado británico y actualmente parte de Tanzania, a una distancia de 25 km de la costa de Tanganica, el 5 de septiembre de 1946. Sus padres, Bomi (1908-2003) y Jer Bulsara (16 de octubre de 1922-13 de noviembre de 2016), eran parsis de la región de Guyarat, parte de la Presidencia de Bombay en la India Británica. Se trasladaron a África en razón del trabajo del padre, cajero de la Secretaría de Estado para las Colonias. El apellido de la familia proviene del nombre de la ciudad de Bulsar (conocida también como Valsad), en el sur de Guyarat (India). Siendo parsis, Mercury y su familia practicaban la religión zoroástrica y estaban orgullosos de su ascendencia parsi. La familia Bulsara se había mudado a Zanzíbar debido a una orden recibida por su padre en su trabajo en la Oficina Colonial Británica (como Tesorero del Tribunal Supremo (Korti Kuu) de Zanzíbar). Mercury tenía una hermana menor, Kashmira Cooke. A los cinco años empezó a asistir al colegio misionero de Zanzíbar, regentado por monjas anglicanas, aunque la religión familiar continuaba siendo el zoroastrismo.
El 4 de febrero de 1954, a los siete años de edad, fue enviado con su abuela y su tía Sheroo Khory a estudiar al St. Peter's School, un internado de estilo británico para niños en Pachgani, cerca de Bombay, en la India. Aquí fue donde empezó a ser más conocido como Freddie, sobrenombre que también adoptó su familia.
El talento musical de Bulsara fue observado por el decano del St. Peter College, quien escribió una carta a sus padres, sugiriendo que, con el aumento de la cuota mensual, Freddie podría tomar más clases de música. Con la aprobación de Bomi y Jer, Freddie alcanzó el cuarto nivel de aprendizaje de piano. Durante su permanencia en la universidad, también tuvo sus primeras experiencias musicales, formando junto a cuatro compañeros The Hectics, una banda que actuaba en fiestas o eventos escolares y en la que Freddie era el pianista, tocando canciones de Cliff Richard, Little Richard y de Buddy Holly. Un amigo suyo de aquella época decía que el cantante tenía «una increíble habilidad para escuchar la radio y reproducir las melodías al piano». Terminó su educación en St. Mary's School, en Bombay.

### Llegada a Inglaterra y grupos anteriores a Queen
Tras haber regresado a Zanzíbar en 1964, a la edad de dieciocho años, la familia tuvo que mudarse a Inglaterra a causa de la revolución de Zanzíbar, que estaba socavando la estabilidad política del país, revuelta que dio lugar al nacimiento del estado de Tanzania. Así, se establecieron en una pequeña casa en Feltham, en Middlesex, cerca del aeropuerto de Heathrow, en Londres. Freddie continuó su educación en la escuela politécnica de Isleworth (desde 1993 College West Thames); además de sus estudios de arte, en sus primeros años ingleses trabajó en un servicio de cáterin cerca del aeropuerto y en un almacén en la zona comercial en Feltham.
En la primavera de 1966, obtuvo las notas más altas en el examen de arte del Politécnico Isleworth, puntuación que le permitió su entrada en la Escuela de Arte Ealing de Londres, donde estudió arte y diseño gráfico, al establecerse en el barrio de Kensington en un apartamento, alquilado por un amigo. Paralelamente a sus estudios, Freddie trabajó en una tienda de ropa en Kensington Market, junto a su pareja del momento, Mary Austin, y escribió algunos artículos breves para periódicos londinenses. Tim Staffell, compañero de clase en Ealing, era cantante y bajista de Smile, banda en la que también estaban el guitarrista Brian May y el baterista Roger Taylor; Staffell intentó, en un primer momento, convencer a Bulsara para que se uniera al grupo como segundo cantante, pero sin éxito.
Poco después de recibir su diploma en la Escuela de Arte Ealing, Bulsara se unió a Ibex, una banda de Liverpool con influencias de Cream. Pocos días después de la primera reunión con el grupo, Freddie había aprendido de memoria todas las canciones del repertorio del grupo. Su primera actuación en público como cantante se llevó a cabo en Bolton el 23 de agosto de 1969. Dos días más tarde, Ibex realizó un concierto al aire libre en el Queen's Park de Bolton; como consecuencia de esto, los miembros de la banda regresaron a Londres y comenzaron a trabajar en algunas canciones con el nuevo cantante. Este fue un período económicamente difícil, tanto para la banda de Bulsara como para Smile. Los músicos pasaban juntos la mayor parte del tiempo en pequeños apartamentos, a veces durmiendo en el suelo y tocando su música hasta altas horas de la noche. Tanto Bulsara como Roger Taylor trabajaron como vendedores en Kensington Market.La última aparición oficial de Ibex fue el 9 de septiembre de 1969 en The Sink, un pequeño club de Liverpool, ciudad donde esa misma noche, los miembros de Smile estaban tocando en otro club. Según algunos biógrafos, Taylor y May invitaron a Bulsara a subir al escenario para tocar algunas de sus canciones.
En el último mes de 1969, el nombre de Ibex cambió a Wreckage, porque su cantante, Mike Smith, se había ido a Estados Unidos. En el grupo permanecieron Mike Bersin y «Tup» Taylor, junto a Bulsara, quien compuso numerosas canciones, entre ellas «Stone Cold Crazy». Sin embargo, ninguna de las canciones, a excepción de una pista llamada «Green», tuvo el éxito esperado, y el grupo se disolvió. Freddie Bulsara comenzó de nuevo a buscar un nuevo grupo y respondió a un anuncio de la banda Sour Milk Sea publicado en el semanario Melody Maker. Los miembros del grupo quedaron impresionados por su voz y lo contrataron para actuar tres noches a la semana. Escasos meses después, el grupo decidió separarse por diferencias creativas.

### Década de 1970
Su primer sencillo de Smile, «Earth/Step On Me», grabado en los Trident Studios y publicado en mayo de 1969 por Mercury Records, fue lanzado en los Estados Unidos sin obtener todavía el éxito esperado. Staffell decidió dejar Smile porque le interesaba tomar otra dirección con respecto a su música. May y Taylor contactaron entonces con Bulsara, quien se unió a ellos como solista en abril de 1970. Como él propuso, optaron por Queen como nuevo nombre de la banda. Luego diría sobre esto: «Yo era consciente de las connotaciones gay, pero eso es solo una faceta del nombre».
Al mismo tiempo, también cambió su apellido artístico de Bulsara a Mercury, debido a que, según sus propias palabras, en la canción «My Fairy King», en el verso «Mother Mercury, look what they've done to me», cantaba sobre su propia madre. Consideraba que el nombre «Freddie Mercury» tenía «fuerza». El 27 de junio de 1970, conoció a Mary Austin, con quien vivió durante siete años. Los tres, junto al bajista Mike Grose, se presentaron por primera vez en público, en Truro, en un concierto a beneficio de la Cruz Roja.
La formación definitiva se completó en 1971 con John Deacon, año en el que Mercury y el resto del grupo, con el propósito de ganar más confianza sobre el escenario, afrontaron su primera gira en Cornualles. En 1972, Mercury, gracias a sus estudios de diseño gráfico, creó el logo de Queen, a partir del Escudo de Armas Real del Reino Unido, incluyendo en el logotipo los signos del Zodiaco de los cuatro miembros de la banda. Al año siguiente lanzaron el primer álbum de la banda, Queen, con canciones grabadas anteriormente en De Lane Lea Studios. Antes del lanzamiento del disco, Mercury lanzó el sencillo «I Can Hear Music» y «Goin' Back», respectivamente, versiones de canciones de The Ronettes y Dusty Springfield, con el seudónimo de Larry Lurex.
A principios de los años setenta, Freddie Mercury comenzó a tener su primera toma de conciencia de su orientación sexual, expresada durante una entrevista en diciembre de 1974 a la revista New Musical Express, donde declaró que era «gay como un narciso». Durante esos años, Mercury usó ropa de la diseñadora Zandra Rhodes, además de llevar el cabello largo y las uñas pintadas.
A lo largo de la década, Mercury tuvo una relación prolongada con Mary Austin, a quien conoció gracias a Brian May, y vivió con ella muchos años en West Kensington. También tuvo un encuentro amoroso con un ejecutivo de la compañía Elektra Records, lo que acabó con la relación que tenía con ella. Mercury y Austin mantuvieron una cercana amistad a lo largo de los años y el cantante se refería a ella como su única amiga de verdad.
En una entrevista de 1985, afirmó: «Todos mis amantes me preguntan por qué no puedo reemplazar a Mary Austin, pero eso es sencillamente imposible. La única amiga que tengo es Mary y no quiero a nadie más. Para mí, ella es como una esposa. Para mí era como un matrimonio. Confiamos el uno en el otro, eso me basta». Escribió muchas canciones sobre Austin, entre las cuales se destaca «Love of My Life». Mercury fue además el padrino del hijo mayor de Austin, Richard.
Conforme avanzaba la década, Mercury empezó a cortarse más y más el volumen y largo de su cabello y también comenzó a dejar de lado sus vestuarios de la época glam. Ya para 1978 tenía el cabello a la altura del cuello y comenzó a vestirse de variadas formas. Para la gira Jazz Tour adoptó la extraña costumbre, sobre todo para cantar «We Will Rock You», de subirse a los hombros de una persona disfrazada de Superman (que en esos años tuvo un renacer como personaje gracias a las películas protagonizadas por Christopher Reeve), que sostenía a Mercury mientras cantaba. Otro disfraz que empleaba era el del antagonista de la primera trilogía de Star Wars, Darth Vader. Sin embargo, Mercury tuvo que dejar el uso del personaje de Star Wars por enfrentamientos con George Lucas.

### Década de 1980

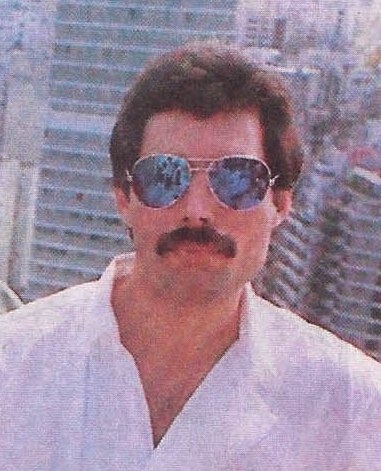
Fotografiado en un hotel de Buenos Aires en 1981. Durante un viaje a Argentina a inicios de los ochenta, decidió hacerse un cambio de imagen, consiguiendo su aspecto más distintivo.

A principios de la década de los ochenta, Freddie presentó su nuevo aspecto en la portada de «Play the Game», ya que se cortó el cabello y dejó crecer su bigote. La adopción del bigote coincidió con el aspecto arquetípico de los homosexuales masculinos de principios de los ochenta conocido como estilo Castro clon, por el barrio homónimo en San Francisco. El estilo de su pelo y su bigote también cambió con los años. Al principio Freddie tuvo el cabello espeso al igual que su bigote, luego empezó a bajar el volumen de su pelo y comenzó a peinarlo más al ras de su cabeza, así como hacer más fino su bigote. Ya para 1987 se afeitó su característico bigote.
Luego de realizar la banda musical de Flash Gordon (1980), Queen lanzó Hot Space (1982), que dio mayor cabida a los temas bailables, además de que la banda quiso capitalizar el sonido del exitoso sencillo «Another One Bites the Dust» de 1980. El álbum fue número 4 en las listas del Reino Unido y disco de oro, al igual que en Estados Unidos, destacándose «Under Pressure», realizado con un encomiado dueto con David Bowie.
Por esos años Queen y Michael Jackson coincidieron en estudio y Mercury se hizo amigo de Jackson, y grabaron dos temas. Pese a la química inicial, Jackson y Mercury se distanciaron por las costumbres de cada uno de ellos que no compatibilizaban con sus respectivas personalidades. Mercury dijo de Jackson, por ejemplo, que era demasiado excéntrico para él y su estilo de vida.

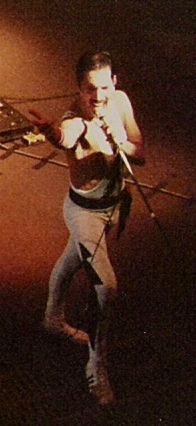
Cantando en 1984.

En 1984, Queen lanzó su decimoprimer álbum, The Works (álbum) y al año siguiente participó en el concierto benéfico Live Aid, organizado por Bob Geldof para recaudar fondos contra el hambre que asolaba Etiopía por aquellos años. pero desde 1983 sus integrantes se habían dedicado más a sus respectivas carreras en solitario que a su proyecto como grupo, aunque siguieron en contacto. Durante algo más de veinte minutos dieron el que está considerado el mejor concierto en directo de la historia del rock, y tocaron canciones como «We Are the Champions», «Crazy Little Thing Called Love» y «Radio Ga Ga», entre otras.
Queen fue la principal atracción de la primera edición del festival Rock in Rio, celebrado en Río de Janeiro en 1985, actuando en dos noches ante un público combinado de unas 600 000 personas. El comportamiento de Freddie Mercury fue criticado en los bastidores. Freddie no quiso interacción con los artistas brasileños y destrozó el camerino después del concierto.
Hacia 1985, Mercury inició otra relación de larga duración con un peluquero llamado Jim Hutton, quien sería diagnosticado de VIH en 1990 y viviría con Mercury los últimos seis años de la vida de este. Hutton admitió que tardó un año en dar la noticia de su diagnóstico a Mercury. Hutton falleció de cáncer de pulmón el 1 de enero de 2010. Al año siguiente de empezar la relación, en 1986, Freddie Mercury se embarcó, con Queen, en la gira Magic Tour, que consistió en veintiséis conciertos en Europa.
A su paso por Madrid, Freddie Mercury y el resto de la banda concedieron una entrevista al programa de TVE Informe semanal. En ella, Freddie mostró su devoción por la soprano española Montserrat Caballé. En palabras de Mercury, ella era «una superdiva». Desde el nombramiento de Barcelona como próxima ciudad olímpica en el año 1986, la soprano había iniciado una campaña para promocionar su ciudad, y en este contexto cobraba sentido colaborar con una estrella del rock reconocida internacionalmente. Se encontraron en marzo de 1987 en el Hotel Ritz de Barcelona. Decidieron hacer una canción juntos, y luego hicieron un álbum entero: Barcelona. Mercury y Caballé forjaron una gran amistad. Dieron dos conciertos en directo: el primero en Ibiza, en la discoteca Ku; el segundo en La Nit, en octubre de 1988, en Barcelona.

### Como solista
Además de su trabajo con Queen, Mercury grabó dos álbumes como solista y lanzó muchos sencillos. Pese a que sus trabajos no fueron tan comercialmente exitosos como sus álbumes con Queen, algunos de ellos debutaron entrando en el top 10 de las listas británicas.
Los álbumes de Freddie Mercury como solista fueron Mr. Bad Guy (1985) y Barcelona (1988). El primero tiene un estilo basado en la música pop y disco. Barcelona, por el contrario, fue grabado junto a la cantante de ópera Montserrat Caballé, a quien admiraba profundamente. Mr. Bad Guy figuró, en su lanzamiento, en el décimo puesto en las listas de venta del Reino Unido. En 1993, una versión remezclada de «Living on My Own», un sencillo del primero de sus álbumes, alcanzó el puesto número uno en la UK Singles Chart. La canción hizo además que Mercury ganara un premio Ivor Novello póstumo. El crítico de Allmusic Eduardo Rivadavia describió a Mr. Bad Guy como «impresionante desde el principio hasta el final», y expresó que Mercury «hizo un considerable trabajo de exploración en tierras desconocidas».
Tras escuchar a la cantante de ópera Montserrat Caballé en Nueva York, Mercury pidió un encuentro con ella. El mismo tuvo lugar en marzo de 1987 en el Hotel Ritz de Barcelona. En esa primera reunión, en la que se profesaron admiración mutua, ella le preguntó «Querido, ¿compondrías una canción para mi ciudad?» y se pusieron de acuerdo para grabar un disco juntos. Al domingo siguiente, con Mercury entre la audiencia, Caballé incluyó el tema «Exercises in Free Love» (una de las canciones que Freddie había cantando junto a ella en su primer encuentro) en el bis de su recital en el Covent Garden de Londres. El álbum tardó nueve meses en grabarse. Barcelona combina elementos de la música popular con la ópera. Algunos críticos calificaron el trabajo como «el CD más extravagante del año».
Caballé, por su parte, consideró al álbum como uno de los mejores éxitos de su carrera. El sencillo que lleva el nombre del álbum se ubicó en el momento de su lanzamiento en el octavo puesto en las listas de sencillos británicas y fue todo un éxito en España, donde el tema se convirtió en la canción promocional de las Olimpiadas de 1992, celebradas en Barcelona un año después de la muerte del cantante, y tras lo cual el tema subió hasta la segunda posición de las listas, cinco años después de su publicación. Además, Caballé lo interpretó en la final de la UEFA Champions League de 1999, disputada en Barcelona.
Además de sus dos álbumes como solista, Mercury lanzó muchos otros sencillos, como «Love Kills» (1984), «In My Defence» (1986), «Time» (1986), o su propia versión de la canción «The Great Pretender» (1987), que llegó al cuarto puesto en el Reino Unido. Tras su muerte, se lanzó en 1992 el álbum recopilatorio The Freddie Mercury Album (llamado en Estados Unidos The Great Pretender). En el año 2000, se publicó el box set The Solo Collection. Que recopilaba toda su carrera en solitario, incluidos sus discos solistas, colaboraciones y todo tipo de singularidades, como entrevistas y su obra previa a Queen. Cuando se daba a conocer como Larry Lurex. En septiembre de 2006, se lanzó el álbum recopilatorio Lover of Life, Singer of Songs, que incluía algunos trabajos de Mercury como solista. En conmemoración del 60.º aniversario de su nacimiento. Y en Estados Unidos en noviembre, casi coincidiendo con el 15.º aniversario de su fallecimiento. El disco ocupó el sexto lugar en las listas de venta en el Reino Unido.

## Influencias musicales
De niño, Mercury escuchaba música hindú, y una de sus primeras influencias fue la cantante Lata Mangeshkar, a quien tuvo la oportunidad de ver en directo en la India. Después de mudarse a Inglaterra, Mercury se hizo fanático de Pink Floyd, Aretha Franklin, The Who, Jim Croce, Bob Dylan, Elvis Presley, Led Zeppelin, The Rolling Stones, Jimi Hendrix, Cliff Richard y The Beatles. Otro de los artistas favoritos de Mercury era la cantante y actriz Liza Minnelli. Una vez explicó: «Una de mis primeras inspiraciones surgió de Cabaret. Adoro a Liza Minnelli. La forma en la que canta, la pura energía».

## Habilidades artísticas

### Voz

El registro vocal de Mercury, incluido el falsete

Pese a que la voz de Mercury al hablar se hallaba en el registro de barítono, usualmente cantaba en el registro de tenor. Un crítico describió su voz diciendo que «[en] la escala de algunos compases va de un gruñido tipo rock gutural a tierno y vibrante tenor, y luego a un tono de alta coloratura, perfecta, pura y cristalina en la parte aguda». En 2015 un grupo de científicos de múltiples nacionalidades de la Logopedics Phoniatrics Vocology publicó un estudio que concluía que Freddie tenía una voz distintiva y muy excepcional. Era capaz de emplear subarmónicas, técnica que pocas personas pueden emplear incluso al hablar. El estudio sugiere también que Mercury redujo el registro de su voz cuando cantó ópera por temor a que sus admiradores no la reconocieran.
La soprano española Montserrat Caballé, a quien conoció en el Hotel Ritz de Barcelona y con quien Mercury grabó un álbum, expresó su opinión diciendo que «la diferencia entre Freddie y la mayoría de las estrellas de rock es que él vendía la voz». A medida que la carrera de Queen iba progresando, Mercury reemplazaba las notas más agudas de las canciones que interpretaba en directo cantándolas en otras octavas más graves. Padecía de nódulos vocales y dijo que nunca había tomado clases de canto.

### Composición
Mercury escribió diez de las diecisiete canciones incluidas en el álbum Greatest Hits: «Bohemian Rhapsody», «Seven Seas of Rhye», «Killer Queen», «Somebody to Love», «Good Old-Fashioned Lover Boy», «We Are the Champions», «Bicycle Race», «Don't Stop Me Now», «Crazy Little Thing Called Love» y «Play the Game». También participó como compositor en ocho de los diecisiete temas del Greatest Hits II: «Under Pressure» (junto al resto de Queen y David Bowie), «Innuendo», «It's a Hard Life», «Breakthru» (con Roger Taylor), «The Miracle», «I'm Going Slightly Mad», «Friends Will Be Friends» (con John Deacon) y «One Vision» (junto al resto de Queen). Otros temas de Queen que compuso Mercury fueron «Great King Rat», «Liar», «Ogre Battle», «The March of the Black Queen», «Stone Cold Crazy», «In the Lap of the Gods... Revisited», «Death on Two Legs», «Love of My Life», «Body Language», «Is This the World We Created...?», «Princes of the Universe» o «Was It All Worth It».
El aspecto más notorio de su estilo de composición es el amplio rango de géneros de sus obras, que incluye, entre otros estilos, rockabilly, rock progresivo, heavy metal, góspel y música disco. Como explicó en una entrevista en 1986: «Odio hacer lo mismo todo el tiempo. Me gusta ver lo que está sucediendo en este momento en la música, el cine y el teatro e incorporarlo». Comparado con otros artistas, Mercury ha compuesto también obras muy complejas. Por ejemplo, «Bohemian Rhapsody» tiene una estructura poco común y contiene docenas de coros simulando un coro operístico. Por otra parte, «Crazy Little Thing Called Love», contiene pocos coros. Pese al hecho de que Mercury compuso armonías muy intrincadas, como es el caso de «The March of the Black Queen», él mismo declaró que le costaba leer música. Escribió la mayoría de sus canciones utilizando un piano en varias claves y tonalidades.
Gracias a los numerosos éxitos de su autoría, a Mercury se le reconoce talento, así como en el canto, en la composición y escritura de canciones.

### Presentaciones en vivo
Mercury era famoso por sus presentaciones en directo, y recorrió muchos países realizando giras musicales con Queen. Poseía un estilo teatral que a veces requería la participación del público. Un crítico de la revista británica The Spectator lo describió como «un cantante que excita y encanta a su audiencia con varias y extravagantes versiones de sí mismo».
David Bowie, quien actuó en el concierto homenaje a Freddie Mercury y grabó la canción «Under Pressure» con la banda, en una sesión de improvisación musical entre ambos, alabó el estilo de Mercury para comportarse sobre el escenario al afirmar que: «Entre los conciertos de rock más teatrales, Freddie fue el más sobresaliente. Y, por supuesto, siempre he admirado a los hombres que usan trajes de malla. Solo lo vi una vez en concierto y, como dicen, era definitivamente un hombre que podía tener a su audiencia en la palma de la mano».
En una votación, un grupo de ejecutivos eligió este concierto como la mejor actuación en directo de la historia del rock. Los resultados de esta votación se transmitieron en un programa de televisión llamado The World's Greatest Gigs.
Un crítico escribió sobre el Live Aid en 2005: «Quienes se dedican a crear listas de los mejores líderes de bandas de rock y reservan los primeros lugares para Mick Jagger, Robert Plant, etcétera, cometen un terrible error. Freddie, por su actuación en el Live Aid, es el mejor de ellos».
Durante su carrera, Mercury participó con Queen en cerca de setecientos conciertos en muchos países. El cantante una vez explicó: «Somos los Cecil B. DeMille del rock, siempre queremos hacer las cosas más grandes y mejor». La banda se convirtió en el primer grupo británico que tocó en estadios de América Latina, con lo que batieron el récord mundial de congregar a la mayor cantidad de público en el Estadio Morumbi en São Paulo en 1981. En 1986, el grupo también tocó tras el Telón de Acero en Budapest, ante ochenta mil personas. La última actuación en directo de Mercury con Queen tuvo lugar el 9 de agosto de 1986 en Knebworth, concierto al que asistieron unas trescientas mil personas.

### Instrumentos

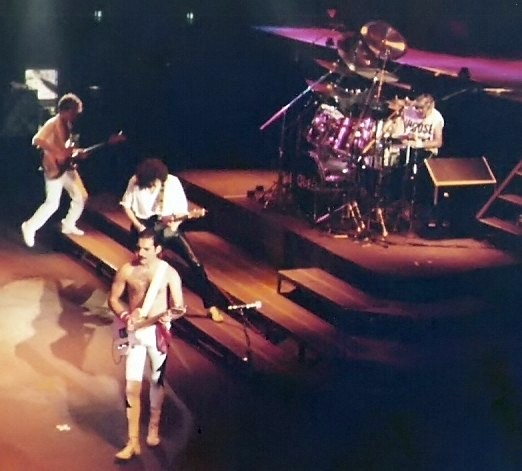
Tocando la guitarra en 1984, durante un concierto de Queen en Fráncfort, Alemania.

De niño, en la India, tomó clases de piano hasta los nueve años. Más adelante, cuando se mudó a Londres, aprendió a tocar la guitarra. La mayoría de la música que le gustaba se basaba en gran medida en acompañamiento de guitarra: sus artistas favoritos de aquella época eran The Who, The Beatles, Jimi Hendrix, David Bowie y Led Zeppelin. Era muy autocrítico en cuanto a su habilidad para tocar ambos instrumentos y desde principios de los años ochenta comenzó a usar tecladistas invitados para Queen y para su carrera solista. Lo más notable fue la contratación de Fred Mandel (un músico estadounidense que había trabajado para Pink Floyd, Elton John y Supertramp) para su primer trabajo como solista, y que desde 1985 trabajó con el pianista Mike Moran en el estudio y con Spike Edney en concierto.
Mercury tocó el piano en muchas canciones de Queen, incluyendo «Killer Queen», «Bohemian Rhapsody», «Good Old Fashioned Lover Boy», «We Are the Champions», «Somebody to Love» y «Don't Stop Me Now». Usaba pianos de cola para conciertos y a veces hasta el clavecín. A partir de 1980 además empezó a usar sintetizadores. El guitarrista de Queen, Brian May, asegura que Mercury no estaba conforme con su manera de tocar el piano y en los conciertos delegaba dicha función porque prefería caminar por el escenario y entretener al público. Pese a que escribió muchas líneas de guitarra, Mercury solo tenía las básicas nociones para tocar dicho instrumento. «Ogre Battle» y «Crazy Little Thing Called Love» fueron compuestas con guitarra. En las actuaciones en directo, Mercury usaba guitarra acústica para interpretar esta última canción.

## Vida personal

### Orientación sexual
Mientras que algunos críticos sugieren que Mercury ocultó al público su orientación sexual, otras fuentes se refieren a él como «abiertamente homosexual». Mercury se refirió a sí mismo como «gay» en una entrevista de 1974 con la revista NME, pero hay claras evidencias de que era bisexual. En una ocasión, él mismo se definió así. Por otra parte, habitualmente se distanciaba de Jim Hutton durante los eventos públicos en la década de 1980. Brian May comentó, al respecto, que considera que «llamarlo gay es algo muy simplista, esto sucede por darle demasiada importancia a su vida personal».

### Salud
El cantante supo que era seropositivo siete años antes de morir, pero introducía los medicamentos en su mansión con total secretismo, para que nadie lo sospechara. Sin embargo, tanto Barbara Valentin (quien había sido pareja de Mercury entre 1983 y 1985) como Jim Hutton (última pareja del músico) mantuvieron posturas distintas sobre cuándo Mercury se enteró de que era VIH positivo. Valentin, en una entrevista ante un medio alemán a la semana del fallecimiento del músico, dijo que él había recibido el diagnóstico seis años antes de su muerte, pero esto difiere de la biografía Mercury & me escrita por Hutton, ya que él establece dicha fecha en la Pascua de 1987.
Según un artículo de Laurie Marhoefer, historiadora de políticas trans y queer, durante la década de 1980 se desató una epidemia de VIH en el Reino Unido. Y tanto las autoridades como otras bandas famosas de la época se mostraron abiertamente homofóbicas, ya que responsabilizaron a los gais de haber propagado la enfermedad. A la vez, existía escasa información sobre cómo mantener relaciones sexuales seguras. Mercury, en todo este contexto, fue objeto de la misma discriminación. Por eso, no hacía mención de su sexualidad públicamente.

### Amistades
Pese a haber tenido una personalidad muy extravagante en el escenario, Mercury era alguien tímido y reservado, especialmente con los que no conocía bien. Además, solía conceder pocas entrevistas. Una vez dijo de sí mismo: «Cuando estoy en el escenario soy muy extrovertido, pero por dentro soy completamente diferente». Cultivó variadas amistades a lo largo de su vida: conoció a principios de la década de 1970 a Elton John gracias a un enlace con el mánager de John, el empresario musical escocés John Reid, quien era pareja del pianista. Ya en los años 80, Mercury y John frecuentaban discotecas y fiestas donde se entregaban a todo tipo de excesos, de acuerdo con el mismo John en su autobiografía de 2019, Me:

La verdad es que tomábamos drogas como locos. Llegó un día y me dijo que si él era Queen yo era la puta reina madre, y la verdad es que tenía razón.

A través de su amistad con John, Mercury conoció a la princesa Diana de Gales, esposa del entonces príncipe heredero Carlos. Se cuenta que una vez, para proteger la identidad de la noble, Mercury decidió disfrazarla de hombre y él de mujer, y así asistir a una fiesta en un bar gay frecuentado por el cantante Fuentes afirman que fue por medio del presentador Kenny Everett, quien además produjo «Bohemian Rhapsody» para Queen en 1975, así que como conocido común introdujo a Diana a Mercury, quien la ayudó a pasar desapercibida vistiéndola de militar.
También se hizo amigo de Rod Stewart, a quien invitó a las sesiones de The Works para que participara de la canción «Let Me Live», que no fue completada y fue reelaborada por los miembros restantes de Queen y lanzada en 1995. Asimismo, Elton John, Stewart y Mercury planearon en los años 80 crear un supergrupo llamado Nose, Teeth & Hair, cuyo nombre se derivaba de las características más evidentes de cada uno de sus tres miembros (Stewart y su nariz prominente, Mercury y su dentadura y John y su alopecia).

### Controversias
El cambio de apariencia de Freddie Mercury en la década de 1980 estaba asociado a la estética de los gais, sobre todo por el corte de cabello y el bigote. Esto le trajo numerosas críticas, sobre todo en los Estados Unidos, donde algunos seguidores le arrojaron afeitadoras al escenario para pedirle que se afeitara. Y de esa manera «luciera menos gay».
Freddie Mercury, junto a los miembros de Queen, fueron criticados duramente en la misma década debido a que quebraron un boicot cultural de la ONU al realizar una serie de conciertos en un complejo de entretenimiento llamado Sun City en Bofutatsuana, en Sudáfrica, cuando todavía imperaba el apartheid, hacia el año 1984. Como resultado de estos conciertos, recibieron muchas críticas de varias revistas, entre ellas de NME. Años después, Roger Taylor, baterista del grupo, admitiría que fue «un error» acudir allí, por el aluvión de críticas recibidas, debido a que la prensa británica del momento interpretó que el hecho de acudir constituía un apoyo indirecto al apartheid que se vivía en el lugar, al tiempo que dijo que Freddie aceptó ir por lo bien pagado que estaba dar el concierto.
Otra polémica se desató en agosto de 2006, cuando una organización llamada Movilización y Propagación Islámica solicitó al ministro de cultura del gobierno de Zanzíbar que suspendiera la celebración a gran escala que tendría lugar por el 60.º aniversario del nacimiento del cantante. Dicha organización argumentaba que Mercury no era de Zanzíbar (a pesar de que había nacido allí) y que, por ser homosexual, contradecía su interpretación de la saría. Además, consideraba que el hecho de «asociar a Mercury con Zanzíbar degrada nuestra isla, que es parte del islam». Finalmente, la celebración se canceló.

## Enfermedad

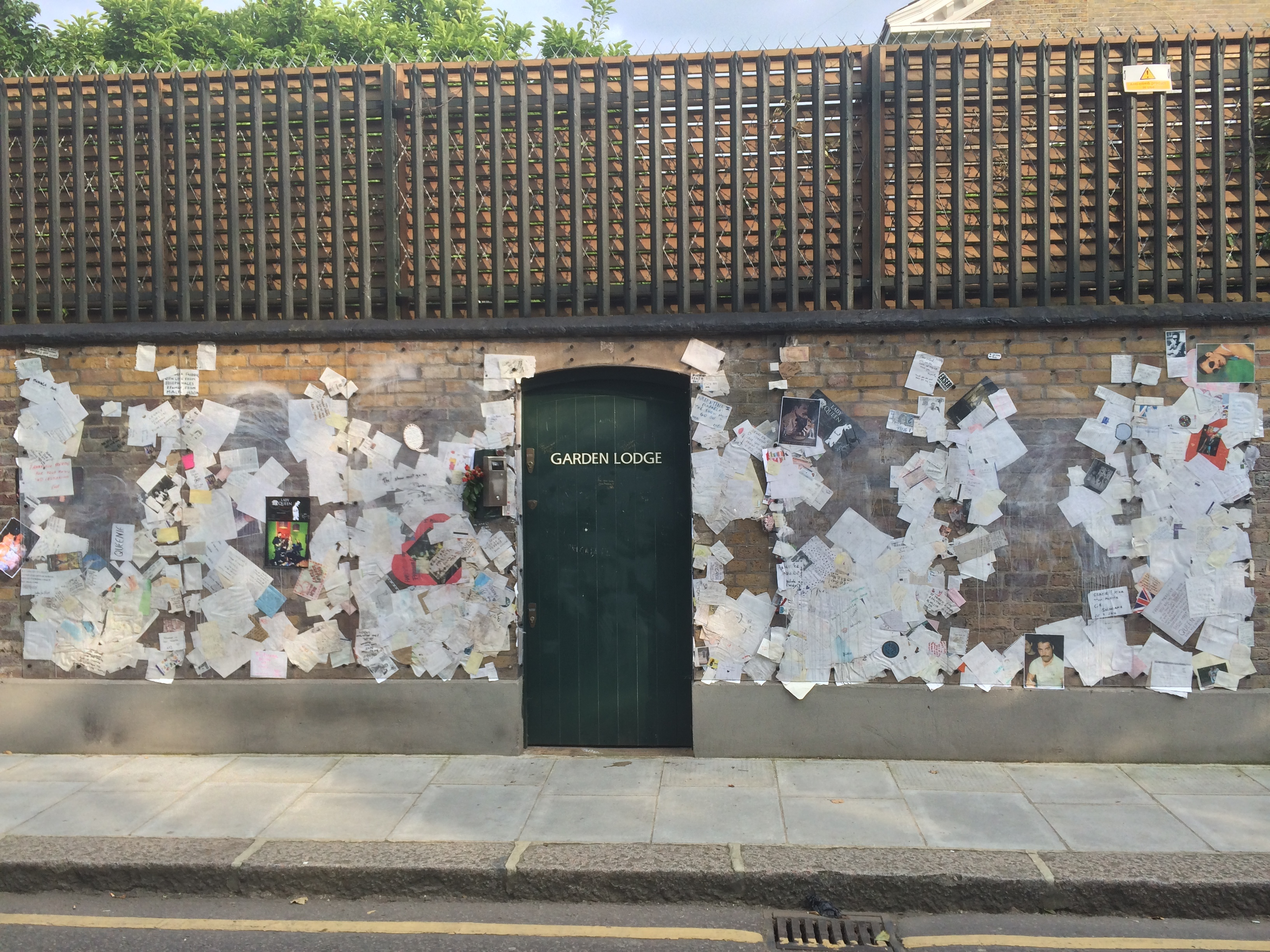
Garden Lodge, casa del fallecido Freddie Mercury, en Londres.

Según su pareja, Jim Hutton, a Freddie Mercury le diagnosticaron sida después de la Pascua de 1987. En aquella época, Mercury dijo en una entrevista que no padecía esta enfermedad. Pese a estas negaciones, la prensa británica alimentó rumores sobre esta posible enfermedad debido a la apariencia de Mercury y a que Queen ya no realizaba giras ni conciertos, puesto que el siguiente disco de Queen, The Miracle, si bien había tenido sencillos y videos promocionales, mostraba cambios en el aspecto de Mercury.
La última aparición pública de Mercury fue el 18 de febrero de 1990, para la gala de los Premios Brit de ese año, con la cual se galardonó a la banda por su contribución a la música británica. En la gala se apreció a un Mercury delgado y con aspecto demacrado. El discurso fue dado por Brian May, mientras que Mercury se limitó a dar las gracias.
Pese a que su salud empeoraba con el tiempo, Queen grabó el que sería el último disco de la banda con él todavía con vida, Innuendo. El álbum salió al mercado en febrero de 1991 y la ausencia de Mercury en la fiesta por el lanzamiento del álbum alimentó los rumores sobre su enfermedad, sumado a que Queen lanzó algunos videos con fotomontajes de videos previos y en los dos únicos que salió la banda aparecían con una luz blanca en fondo negro, en un intento por ocultar las señales cada vez más obvias del avance del sida. Hacia el final de su vida, muchos periodistas le tomaron fotografías, mientras que The Sun sugería que estaba realmente muy enfermo.

### Muerte
El 22 de noviembre de 1991, Mercury llamó al mánager de Queen, Jim Beach, para discutir un asunto público. Al día siguiente, se realizó el siguiente anuncio en nombre del cantante:

Siguiendo la enorme conjetura de la prensa de las últimas dos semanas, es mi deseo confirmar que padezco sida. Sentí que era correcto mantener esta información en privado hasta el día de la fecha para proteger la privacidad de los que me rodean. Sin embargo, ha llegado la hora de que mis amigos y seguidores conozcan la verdad y espero que todos se unan a mí y a mis médicos para combatir esta terrible enfermedad. Mi privacidad ha sido siempre muy importante para mí y soy famoso porque prácticamente no doy entrevistas. Esta política continuará.

Al siguiente día de haber redactado esta nota informativa, el 24 de noviembre de 1991, Mercury murió a la edad de 45 años. La causa oficial de su muerte fue bronconeumonía complicada por el sida. Pese a que no era religioso, su funeral fue dirigido por un sacerdote zoroástrico. Elton John, David Bowie y los miembros de Queen estuvieron presentes. Al término de sus ceremonias de despedida, el cuerpo de Mercury fue cremado. Existen varias teorías sobre el lugar donde fueron a parar sus cenizas; una dice que se hallan en el cementerio de Kensal Green, en Harrow Road, North Kensington, otra afirma que fueron esparcidas por Mary Austin a lo largo del lago Lemán de Suiza, donde Mercury vivió sus últimos años y donde se encuentra su monumento conmemorativo, concretamente en la ciudad de Montreux, y una más dice que descansan a los pies del enorme roble que corona el jardín de su residencia Garden Lodge, en Kensington, y que fueron divididas también entre varios teatros londinenses; no obstante, ninguna de estas hipótesis han podido confirmarse hasta ahora.
En su testamento, Mercury legó la mayoría de sus bienes, incluida su casa y los derechos de autor sobre sus canciones, a Mary Austin, y el resto a sus parientes y a su hermana Kashmira. Además dejó quinientas mil libras esterlinas para su cocinero Joe Fanelli y la misma suma para su asistente Peter Freestone y Jim Hutton, y cien mil para su chofer Terry Giddings. Mary Austin continúa viviendo con su familia en la casa de Mercury, llamada Garden Lodge, en Kensington. Hutton se mudó a Irlanda en 1995, donde murió el 1 de enero de 2010. Escribió algunos libros sobre la vida de su pareja, entre ellos Mercury and Me y Freddie Mercury: The Untold Story, y dio diversas entrevistas para varias publicaciones.

## Legado y homenajes

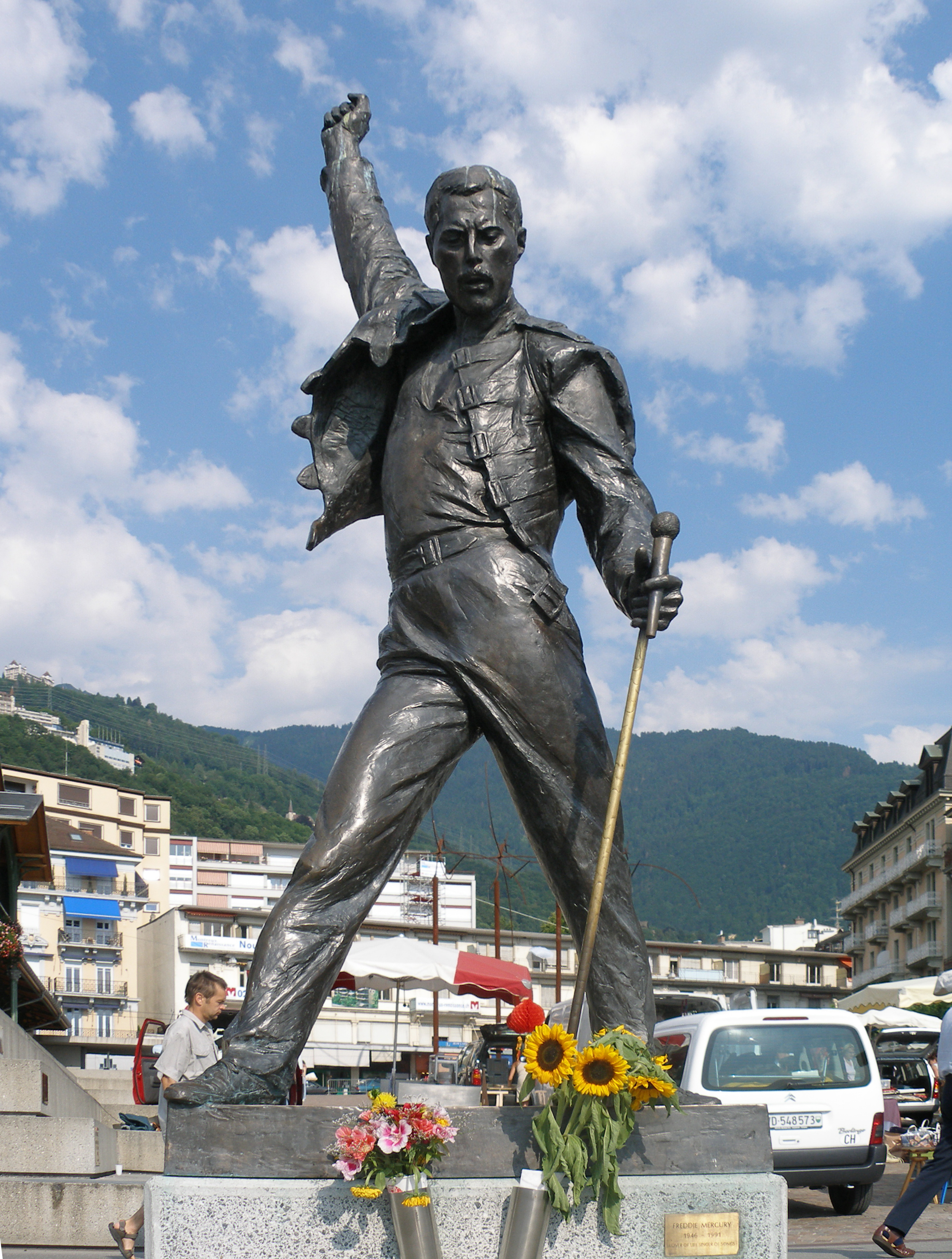
Estatua de Freddie Mercury en Montreux, Suiza, retratada en 2005.

En los Estados Unidos, donde la popularidad de Queen decayó en la década de 1980, las ventas de sus álbumes crecieron enormemente en 1992, al año siguiente de la muerte de Mercury. Ese mismo año, un crítico estadounidense escribió que «lo que los cínicos llaman el factor de la "estrella muerta" ha sucedido con Queen, que está resurgiendo». La película Wayne's World, que incluye entre su banda sonora la canción «Bohemian Rhapsody», también se estrenó en 1992. Según la RIAA, Queen vendió en total 32.5 millones de álbumes en los Estados Unidos, y más de la mitad se vendió después de la muerte de Mercury en 1991.
La muerte de Freddie Mercury representó un momento importante en la historia del VIH/sida. En abril de 1992, los demás miembros de Queen fundaron la Mercury Phoenix Trust y organizaron el concierto tributo a Freddie Mercury para la concienciación del sida. El concierto, que tuvo lugar en el estadio de Wembley, incluyó actuaciones en directo de Metallica, George Michael, Lisa Stansfield, Def Leppard, Guns N Roses, Liza Minnelli entre otros. Este concierto se transmitió por la televisión pública para todo el mundo y tuvo quinientos millones de espectadores. En Montreux, Suiza, se erigió el 25 de noviembre de 1996 una estatua de tres metros en su honor, esculpida por la escultora de origen checo Irena Sedlecka y sufragada por Bommi Bulsara y Montserrat Caballé. Se imprimió una estampilla real en su honor y también se colocó una placa en la casa a la que se mudó con su familia en 1964, a los diecisiete años.
Muchas encuestas revelaron que la reputación de Freddie Mercury creció desde su muerte. Debido a esto, la BBC ubicó al cantante en el puesto 58 en la lista de los 100 británicos más influyentes, realizada en 2002. Pese al hecho de haber sido duramente criticado por activistas homosexuales debido a que escondió su condición de portador del virus de la inmunodeficiencia humana, Paul Russell lo incluyó en su libro The Gay 100: A Ranking of the Most Influential Gay Men and Lesbians, Past and Present.
En el Reino Unido, Queen pasó en total más semanas en las listas que ninguna otra banda (incluidos The Beatles). Y el álbum de la banda Greatest Hits es el disco más vendido en el Reino Unido hasta el día de hoy. En una encuesta hecha por Sony Ericsson, dos de las canciones de Mercury, «Bohemian Rhapsody» y «We Are the Champions» aparecieron en las votaciones como las mejores canciones de todos los tiempos.
Por el 65.º aniversario del nacimiento de Mercury, el 5 de septiembre de 2011, Google dedicó su Google Doodle a él. Incluyó una animación compleja junto con el coro de «Don't Stop Me Now».
En 2016, por su 70.º aniversario, Brian May comunicó que el asteroide 17473 sería llamado asteroide Freddie Mercury 17473, nombrado así por la Unión Astronómica Internacional. La UAI decidió llamar a este asteroide así porque fue descubierto en 1991, año en que Mercury murió.
El 21 de abril de 2022, en Corea del sur, se inauguró la segunda estatua de Freddie Mercury, aprobada oficialmente por Queen. Esta estatua de tamaño real (altura de 1,77 m) está emplazada en la isla Jeju. Fue mandada hacer por el empresario Coreano Baek Soon-yeob. En ella, se puede ver que Mercury está representado como se presentó en el Recital Live Aid de 1985 en el estadio de Wembley.

### Representaciones en películas y televisión
Una película biográfica sobre Freddie Mercury y Queen con el título Bohemian Rhapsody fue estrenada en 2018. Está dirigida por Bryan Singer y la protagonizan Rami Malek como Mercury, Gwilym Lee como Brian May, Ben Hardy como Roger Taylor y Joseph Mazzello interpretando a John Deacon. La película se estrenó el 24 de octubre de 2018 en el Reino Unido y el 2 de noviembre en los Estados Unidos. Fue galardonada con cuatro Óscars, dos Globos de Oro y dos BAFTA, entre otros premios.
Freddie Mercury fue un personaje secundario en el drama para televisión Best Possible Taste: The Kenny Everett Story, estrenado en la BBC en octubre de 2012. En el mismo fue interpretado por el actor James Floyd. En noviembre de 2016 se estrenó el docudrama para televisión The Freddie Mercury Story: Who Wants to Live Forever en Channel 5. Mercury fue interpretado por el cantante John Blunt, mientras que Patrick Warner actuó como Brian May, Martin Teall como Roger Taylor y Jack Beale como John Deacon. Aunque el filme fue criticado por centrarse en la vida amorosa y sexual de Mercury, la interpretación de Blunt recibió elogios. También en noviembre de 2016 se estrenó el cortometraje luxemburgués Freddie, dirigido por Andy Bausch y en el que Mercury es interpretado por el actor Nilton Martins.

## Discografía
| Discografía con Queen - 1973: Queen - 1974: Queen II - 1974: Sheer Heart Attack - 1975: A Night at the Opera - 1976: A Day at the Races - 1977: News of the World - 1978: Jazz - 1980: The Game - 1980: Flash Gordon – banda sonora - 1982: Hot Space - 1984: The Works - 1986: A Kind of Magic - 1989: The Miracle - 1991: Innuendo - 1995: Made in Heaven | Discografía solista - 1985: Mr. Bad Guy - 1988: Barcelona (con Montserrat Caballé) Compilados y remixes - 1992: The Freddie Mercury Album - 1992: The Great Pretender - 1993: Remixes - 2000: The Solo Collection - 2006: Lover of Life, Singer of Songs — The Very Best of Freddie Mercury Solo - 2012: Barcelona (edición especial, con Montserrat Caballé) - 2016: Messenger of the Gods - The Singles - 2019: Never Boring Videografía - 1986: Video EP - 1987: The Great Pretender - Video 12" - 1989: Barcelona EP - 2000: The Video Collection - 2000: The Untold Story - 2006: Lover of Life, Singer of Songs — The Very Best of Freddie Mercury Solo - 2012: Barcelona (edición especial, con Montserrat Caballé) - 2012: The Great Pretender (Documental) |